# To nie tak, jak myślisz, kotku
To nie tak, jak myślisz, kotku – polski film komediowy z 2008 w reżyserii Sławomira Kryńskiego. Film promowała piosenka To nie tak, jak myślisz Edyty Górniak. Film kręcono od 28 marca do kwietnia 2008.

## Obsada
- Jan Frycz – doktor Filip Hoffman
- Katarzyna Figura – Maria Hoffman, żona Filipa
- Małgorzata Buczkowska – siostra Dominika, kochanka Filipa
- Jacek Borusiński – Jakub Bazyl, asystent doktora Hoffmana
- Małgorzata Kocik(inne języki) – Jane, narzeczona Bazyla
- Tomasz Kot – Boguś, kochanek Marii Hoffman
- Sławomir Orzechowski – kierownik hotelu
- Michał Bajor – doktor Ryszard Żmijewski
- Jolanta Mielech – Żmijewska
- Jerzy Schejbal – major Williamson, ojciec Jane
- Ryszard Barycz – profesor Antoni Gaszyński
- Wiesława Mazurkiewicz – Waleria Gaszyńska, żona profesora
- Michał Piela – policjant
- Michał Jarmicki – wspólnik Bogusia
- Andrzej Kopiczyński – minister
- Grażyna Suchocka – Wiera, służąca Hoffmanów
- Andrzej Gawroński – służący Hoffmanów
- Aleksander Trąbczyński

## Fabuła
Komedia pomyłek. Żona zamożnego neurochirurga Hoffmana dowiaduje się, że jej małżonek wyjeżdża na dwudniowy wyjazd służbowy. W czasie wyjazdu doktor zakwaterowuje się w hotelu ze swoją kochanką, pielęgniarką Dominiką. Pozostawiona w domu Hoffmanowa postanawia zabrać swego kochanka na romantyczny weekend w hotelu nad morzem. Sytuacja wymyka się spod kontroli, gdy okazuje się, że małżonkowie wybrali na swoje randki ten sam hotel w Sopocie. Tymczasem w wydarzenia w hotelu związane z małżonkami wciągane są kolejne osoby. Sytuacja komplikuje się jeszcze bardziej, gdy okazuje się, że Boguś niedawno dokonał napadu na bank i posiada walizkę pełną gotówki.

## Ścieżka dźwiękowa
To nie tak, jak myślisz, kotku - ścieżka dźwiękowa promująca obraz ukazała się 17 listopada 2008 nakładem wytwórni muzycznej Sony BMG. Nagrania stanowią kompozycje Macieja Zielińskego, m.in. w wykonaniu Edyty Górniak, która zaśpiewała w piosence tytułowej.

1. Edyta Górniak - To nie tak, jak myślisz
2. Silver Rocket feat. Monika Brodka - Niagara Falls
3. To nie tak
4. Wyjazd do Sopotu
5. Dominika w łazience
6. Komunikat
7. Sztuka mijania
8. Matka i syn
9. Zameszanie z kasą w tle
10. Inspektor
11. Co było w neseserze?
12. U Tatusia w pokoju
13. Neseser
14. Z żoną w łóżku
15. Poszukiwanie nesesera
16. Bazyl i Jane
17. Przepakowanie pieniędzy
18. Sekretarz
19. Kolejne przepakowanie
20. Pan z „klamką”
21. To nie tak kotku
22. The Bumelants - Bo się zwykle tak zaczyna

## Nagrody
- 2008 – Bilet, Nagroda Stowarzyszenia „Kina Polskie” – Platynowy Bilet